# 완벽한 하루
완벽한 하루 이상순입니다는 MBC FM4U(수도권 기준 FM 91.9㎒)에서 오후 4시부터 저녁 6시까지 방송되는 연예오락 전문 라디오 프로그램이다.

## 역사
이 시간에 방송되던 프로그램인 《4시엔》의 진행자 윤도현이 하차하면서 스페셜 DJ 체제로 진행하다가 해당 프로그램이 2024년 10월 31일에 폐지되어, 본 프로그램이 2024년 11월 4일에 신설되었다.

## DJ
- 작곡가 이상순 (남)

## 코너
매일 코너
- 사연과 신청곡

요일별 코너
- 수요일 : 젠지의 음악

## 지역별 자체 방송
- MBC충북, 전주문화방송, 광주문화방송, 목포문화방송, 포항문화방송, 제주문화방송, 부산문화방송, 울산문화방송, MBC경남, 대전문화방송 (평일)은 자체 방송 없이 수도권의 방송을 그대로 송출한다.

- 동시간대 지역방송은 제목이 모두 다르다.

| 프로그램                 | 방송지역                  | 방송국                                  | 진행자 |
| ------------------------ | ------------------------- | --------------------------------------- | ------ |
| 오후의 발견 성스리입니다 | 강원특별자치도            | MBC강원영동, 원주문화방송, 춘천문화방송 | 성스리 |
| FM 음악여행              | 대구광역시, 경상북도 남부 | 대구문화방송                            | 권오성 |
| FM응접실                 | 안동시, 경상북도 북부     | 안동문화방송                            | 송나영 |
| 박성언의 음악식당 (평일) | 여수시, 전라남도 동부     | 여수문화방송                            | 박성언 |

## 같이 보기
- 연예오락
- 이본의 라라랜드 (KBS 2라디오)
- 박승화의 가요속으로 (CBS 음악FM)